# 五權路 (高雄市)
五權路（Wucyuan Rd.）為高雄市鳳山區的南北向道路之一。本道路共分成兩個部分，分別為五權路與五權南路，北端銜接鳳山車站西側之新建道路，南經自由路後為五權南路，南端止於國泰路二段路口。

## 行經行政區域
（由北至南）
- 鳳山區

## 分段
光華路共分為兩個部份：
- 五權路：北起於華西街口接曹公路133巷，南於自由路口接五權南路。
- 五權南路：北於自由路口接五權路，南止於國泰路二段路口。

## 沿線設施
（由北至南）
- 五權路：
  - 鳳山車站
  - 曹公圳
  - 私立長松老人養護中心
- 五權南路：
  - 仁惠婦幼醫院
  - 協和里活動中心
  - 高雄市鳳山運動園區
  - 高雄市立鳳西國民中學
  - 鳳西黃昏市場

## 公共自行車
- 高雄市公共自行車租賃系統：
  - 鳳西運動公園(五權南路)：五權南路與光華路口東北側
  - 國泰五權南路口：國泰路二段/五權南路(西南側)

## 相關連結
- 高雄市主要道路列表